# Верхние Аремзяны
Верхние Аремзяны (в прошлом Аремзянское) — село в Тобольском районе Тюменской области, административный центр Верхнеаремзянского сельского поселения.
Расположено на правом берегу реки Аремзянки примерно в 20 км к северо-востоку от центра Тобольска. Через село проходит тупиковая местная автодорога от Восточного промышленного района города.

## История
В 1749 году купцом Алексеем Корнильевым в селе основана стекольная фабрика. При ней в 1768 году была построена первая деревянная церковь.

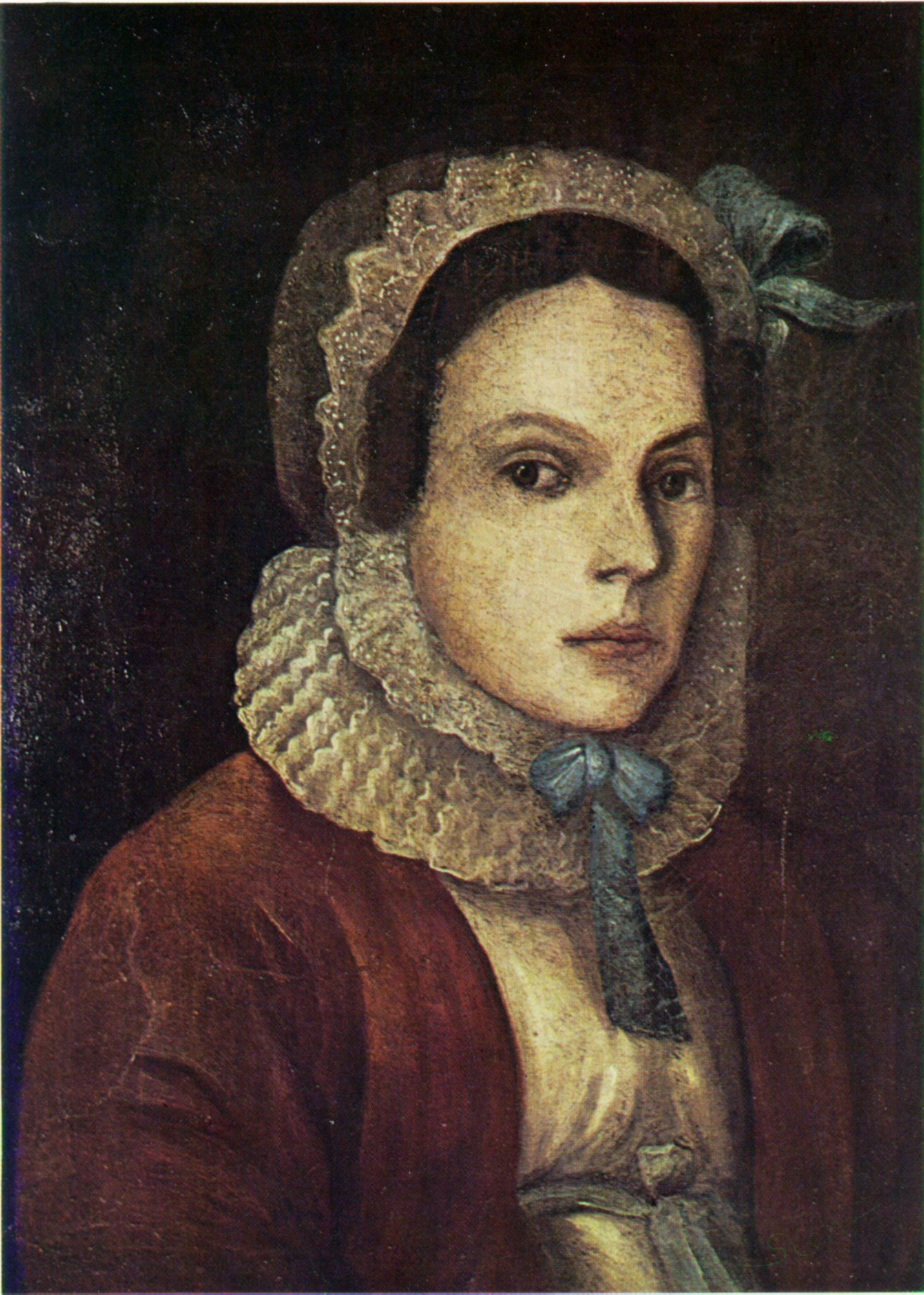
Мария Дмитриевна Менделеева (урождённая Корнильева), мать Д. И. Менделеева

В 1815 году на короткий срок управлением фабрикой занимается Иван Павлович Менделеев — отец Дмитрия Ивановича Менделеева, но в связи с назначением директором гимназий в Тобольске должен был уехать. В 1828 году Василий Корнильев (сын купца Дмитрия Корнильева) поручил управление фабрикой родной сестре Марии Дмитриевне Менделеевой.
В 1839 году церковь сгорела и в 1844 на средства Марии Дмитриевны Менделеевой была построена новая деревянная церковь. В штате церкви значились священник, диакон и псаломщик. К церкви было приписано 10 деревень и 1 часовня. В 1884 г. в приходе Аремзянской церкви проживало 1376 чел., в 1895 г. — 1578 чел., в 1901 г. — 1766 человек.
По преданию, самой знаменитой иконой храма являлось изображение Страшного Суда, где среди прочих грешников был написан горящим в Аду митрополит Павел II (Конюшкевич). Эта икона была выполнена по приказу тобольского губернатора Дениса Ивановича Чичерина, который многие годы враждовал с этим митрополитом.
В 1848 году на фабрике произошёл крупный пожар, после чего фабрика прекратила своё существование.
В 1868 г. в селе находилось 17 дворов, проживало 158 человек. В 1884 г. в селе Аремзянском была открыта церковно-приходская школа. В 1901 г. в школе обучались 13 мальчиков и 1 девочка, 1906 г. ‑ 20 мальчиков и 6 девочек.
В 1897 г. в селе проживало 240 человек (125 м, 115 ж.). Главным занятием населения являлось прядение льна, ткачество и бондарство. Побочное занятие: рубка и продажа леса.

## Известные люди
- В селе провёл детство Дмитрий Иванович Менделеев.